# Eustrophus substriatus
Eustrophus substriatus is een keversoort uit de familie winterkevers (Tetratomidae). De wetenschappelijke naam van de soort werd in 1869 gepubliceerd door Léon Marc Herminie Fairmaire.